# Qi Jiguang
Qi Jiguang (戚继光), född 10 januari 1528, död 17 januari 1588, var en kinesisk general under Mingdynastin. 
Efter att ha växt upp i en militärfamilj blev Qi Jiguang 1544 befälhavare vid Dengzhou. Mellan 1553 och 1564 bekämpade Qi Jiguang japanska pirater längs Zhejiang och Fujians kust där han även tränade lokala bönder till att bli soldater. Efter Qis framgångar med att bekämpa piraterna blev han militär träningsexpert och 1568 blev Qi Jiguang befälhavare över Jizhougarnisonen. Från 1569 till 1583 ansvarade Qi Jiguan för uppbyggnaden och renoveringen av den Kinesiska muren från Juyongguan till Shanhaiguan.. Qi Jiguang pensionerades 1585.